# ブロッケン現象

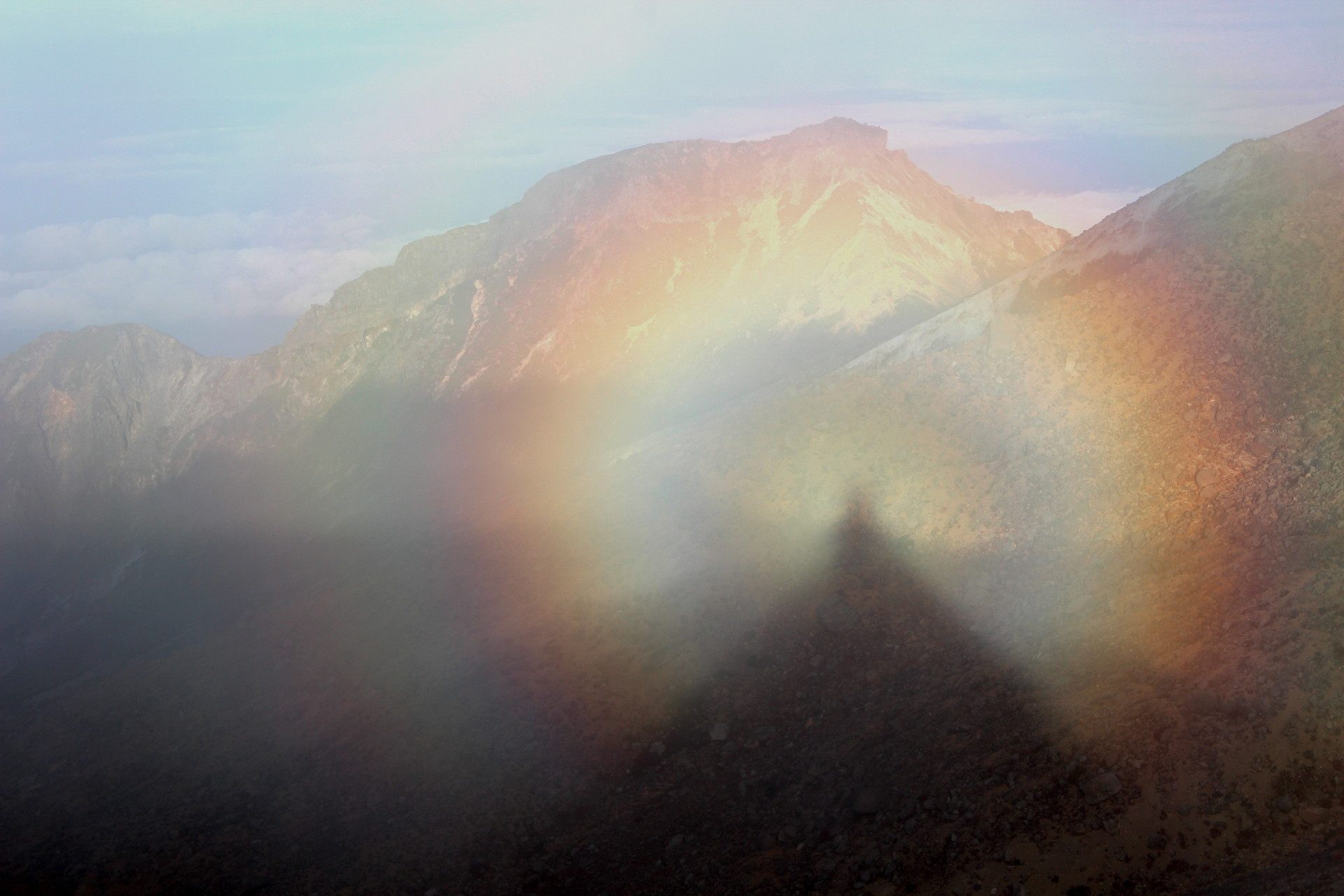
ブロッケン現象。御嶽山王滝頂上にて

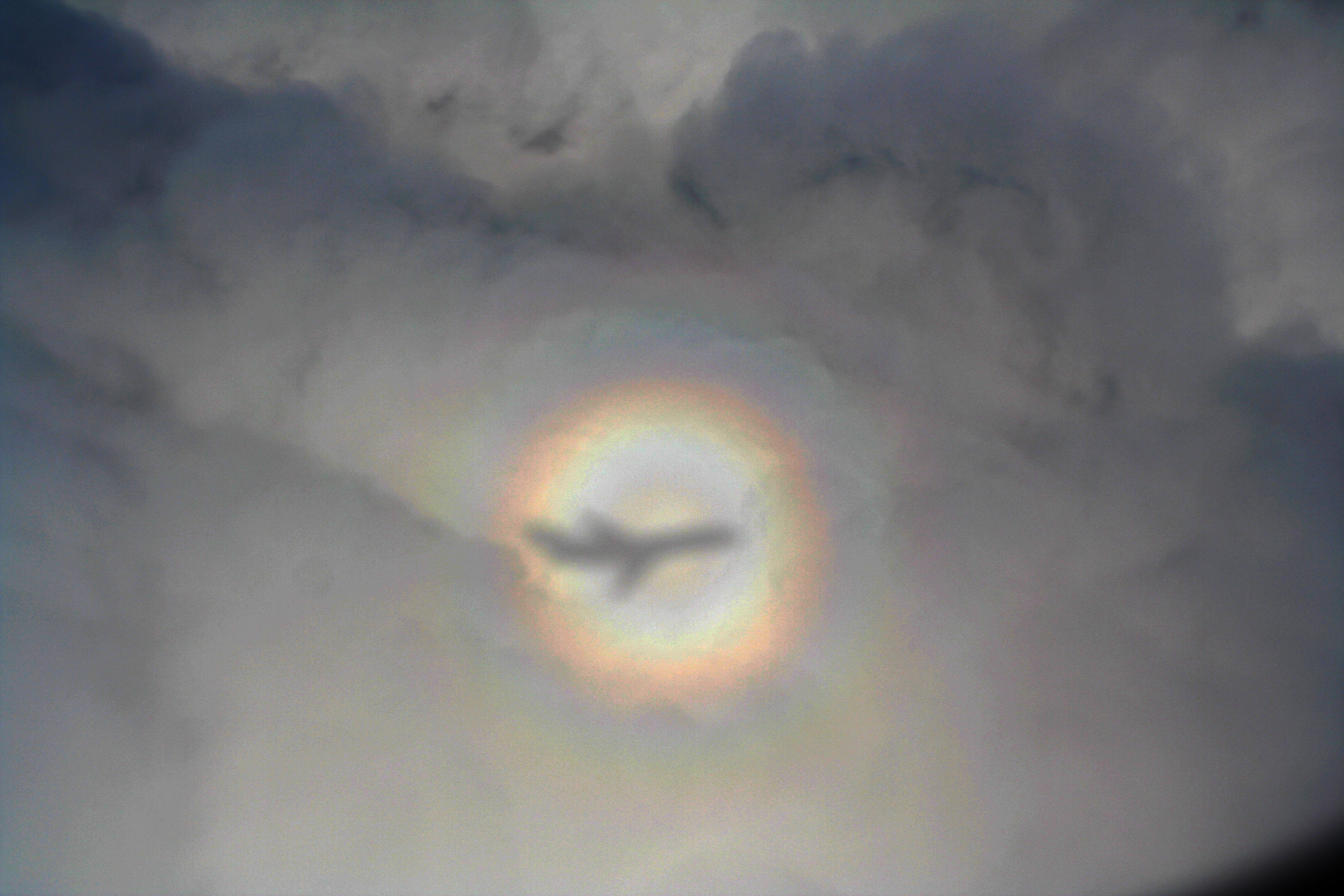
飛行機から見たブロッケン現象

ブロッケン現象（ブロッケンげんしょう、英: Brocken spectre）とは、太陽などの光が背後から差し込み、影の側にある雲粒や霧粒によって光が散乱され、見る人の影の周りに、虹と似た光の輪となって現れる大気光学現象。
光輪（グローリー、英語: glory）、ブロッケンの妖怪（または怪物、お化け）などともいう。

## 概要
ブロッケン現象は、霧の中に伸びた影と、周りにできる虹色の輪（ブロッケンの虹）をまとめて指している。両者とも霧の中のいたる所で起こっており、霧が見る人の間近にあるときには、奥行きと巨大さを感じる場合がある。
虹に比べて見かけの大きさは10分の1程度と小さく、光の輪は何重にもなる場合がある。また、見る人の影が十分小さければ、中心点にも輝点が見られる。内側は青色で、外側は赤色。水滴が起こすミー散乱の後方散乱が、光の色（波長）によって異なる角度依存性を持つことによって起こる。ミー散乱を起こす粒子は、雨粒に比べて非常に小さい（虹は雨粒による屈折と内部反射によるものである）。

## 観察

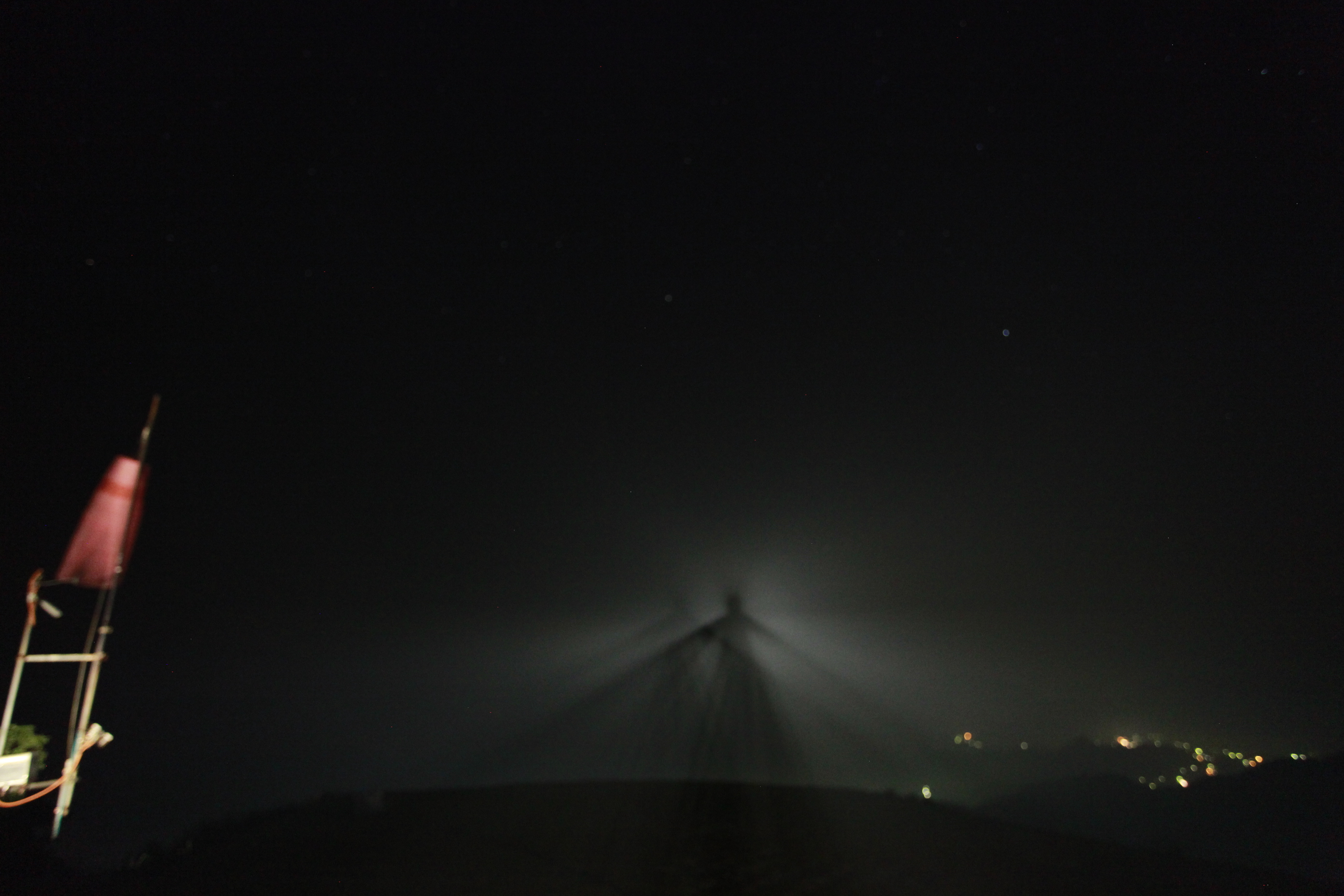
自動車のハイライトによるブロッケン現象

ブロッケン現象は山岳の気象現象として知られ、尾根の日陰側かつ風上側の急勾配の谷で山肌に沿って雲（霧）が上昇し、稜線で日光に当たって消える場合によく観察される。そのほか、航空機から見下ろす雲や、平地の川霧などに現れることがある。
航空機からブロッケン現象を撮影・観察しようとする場合には、席は太陽の逆の席を取るほうがいい。朝方や夕方のほか、昼でも見えることがある。まれに、飛行機のスクリーンに映しだされることもある。条件が適合すれば、平地でも観察できる。例えば、福島県奥会津地方の只見町は標高500メートルの平地であるが、ダムがあるために夏の朝の川霧が発生する晴れた午前6時から8時にかけ、ブロッケン現象が起こる。
雲（霧）が背景にされ、日光だけではなく、自動車の灯光でも観察できる。

## 名称
名称は、ドイツのハルツ山地の最高峰ブロッケン山でよく見られたことに由来しており、ドイツの自然科学者ヨハン・シルベルスラグが1780年の論文に記述したのが最初とされている。欧米では、ブロッケン現象で出現する影を妖怪と捉えてブロッケンの妖怪とも称されている。
一方、日本では御来迎（ごらいごう）、山の後（御）光、仏の後（御）光、あるいは単に御光とも呼ばれる。日本ではブロッケン現象で出現する影は阿弥陀如来と捉えられ、『観無量寿経』などで説かれる空中住立の姿を現したと考えられていた。山形大学客員教授の前田直己は、ブロッケン現象に世界で初めて名前（来迎）を付けたのは出羽三山の修験者であるとの説を2017年に発表している。御来迎については、槍ヶ岳開山を果たした僧播隆の前に出現した話が知られる。

## 関連画像

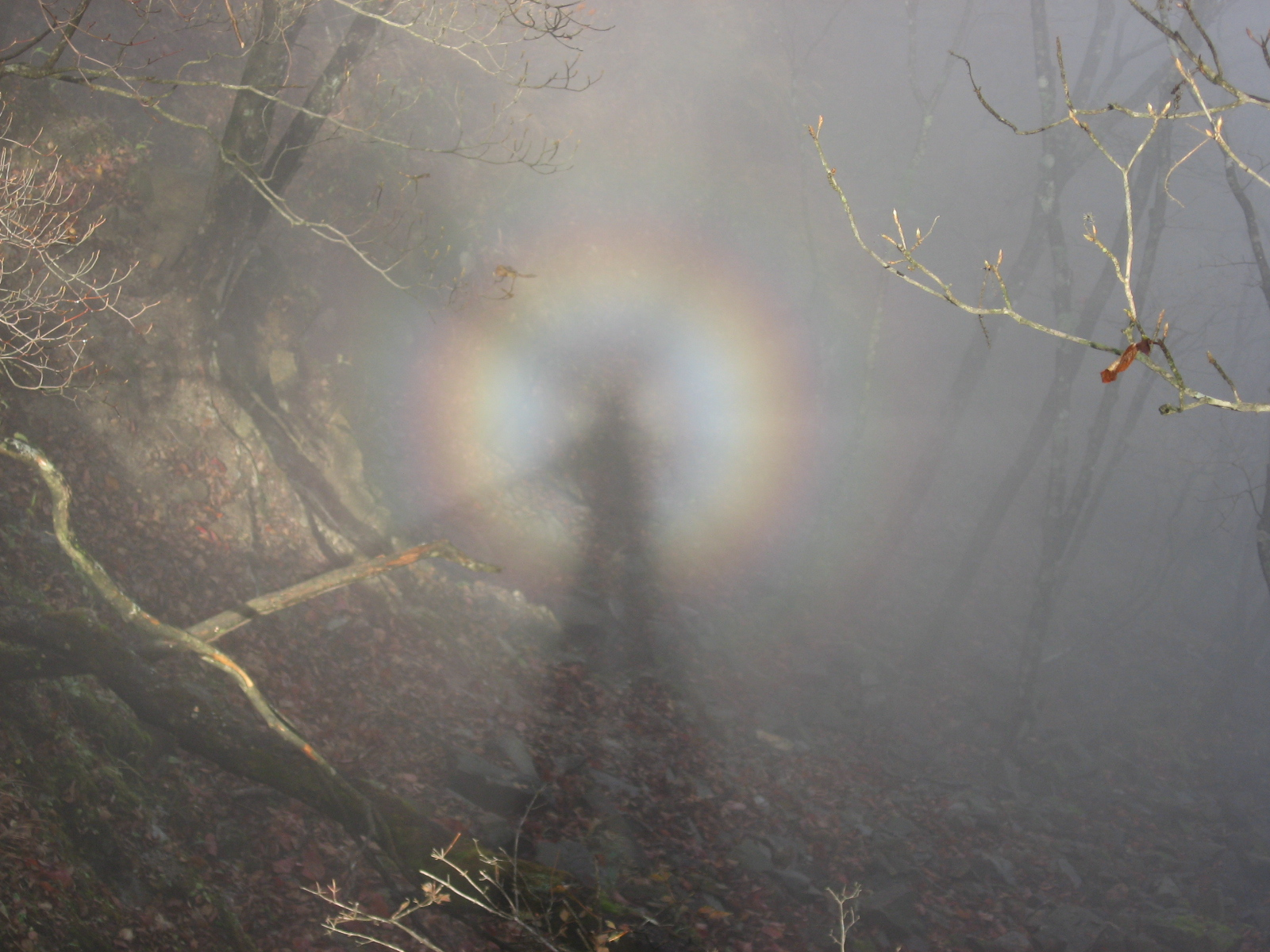
丹沢山地にて撮影
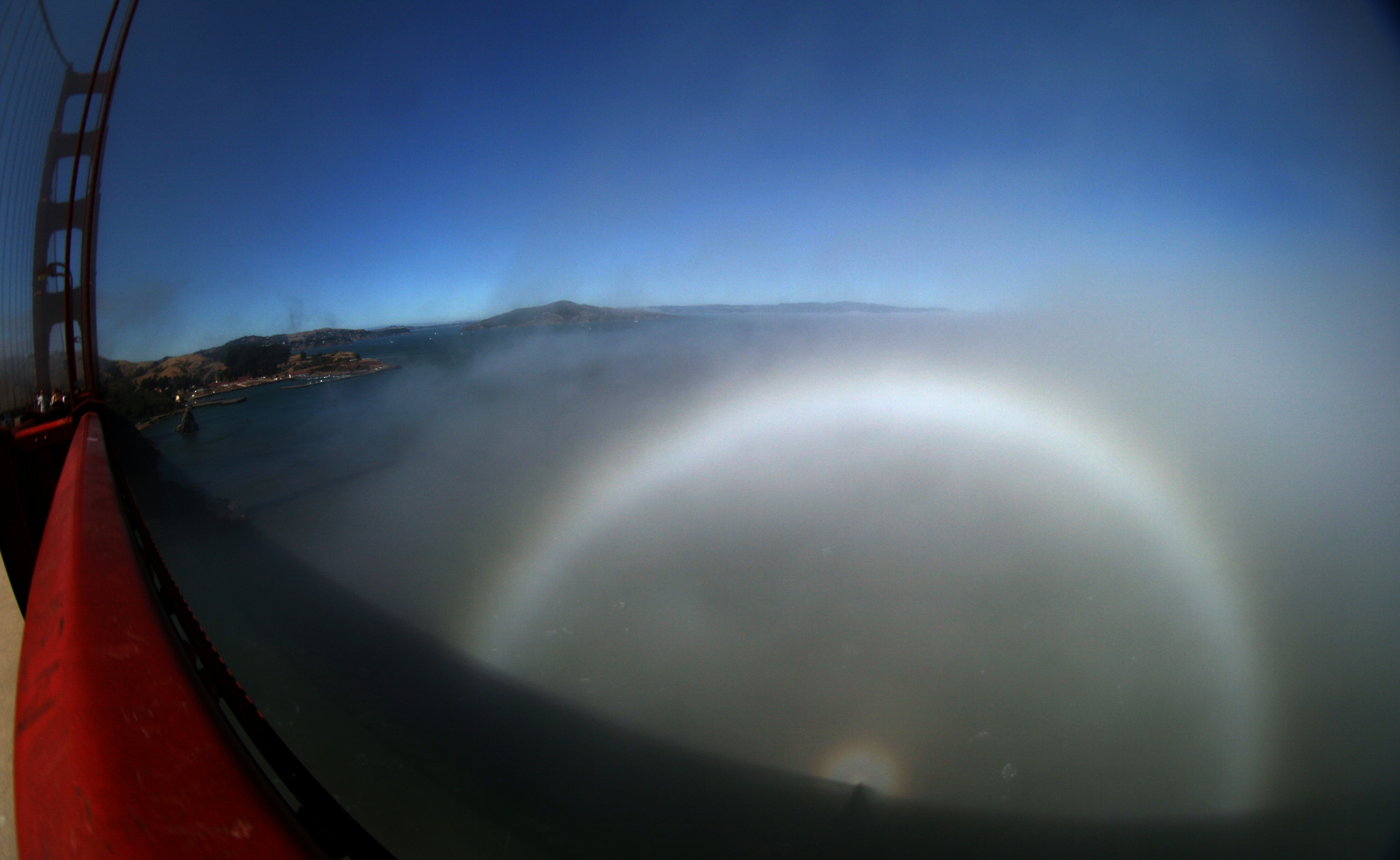
金門橋にて撮影
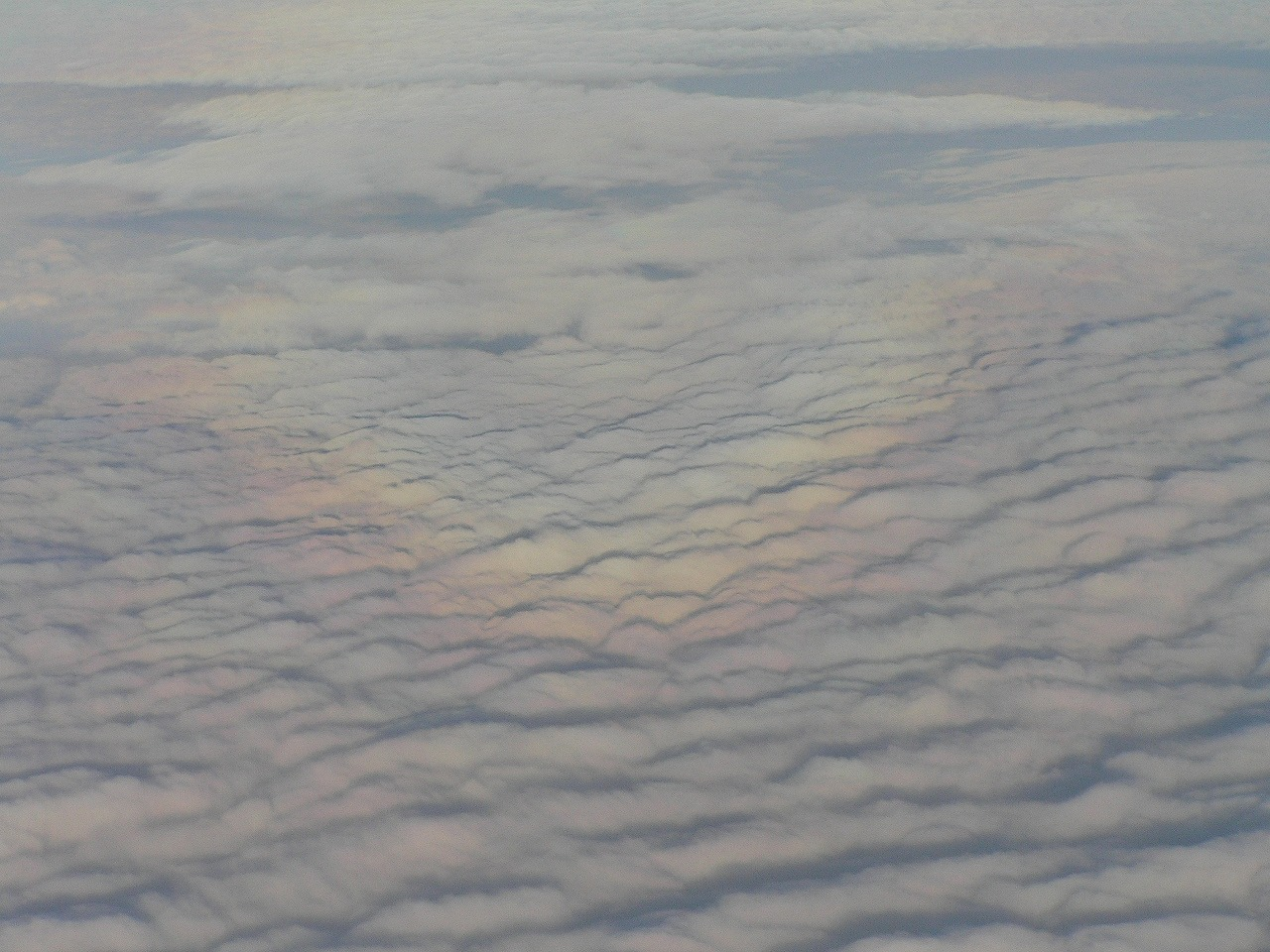
飛行機自体が作ったブロッケン現象（2008年7月）
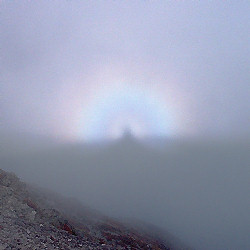
ブロッケン現象